# ロッセラ・ムローニ
ロッセラ・ムローニ（イタリア語: Rossella Muroni、1974年10月8日 - ）はイタリアの女性政治家、社会学者。

## 来歴
14歳にもならない頃、イタリア共産主義青年連盟に加盟し、イタリア共産党（PCI）が主催する政治学校に通う。ローマ・ラ・サピエンツァ大学では社会学（環境の持続可能性を専門）を専攻した。
ローマ・ラ・サピエンツァ大学卒業後の1996年 環境保護団体である レガンビエンテに入る。最初は報道局に勤務。2002年から情報キャンペーンのマネージャーに就く。2007年にゼネラルディレクターとなり、2015年12月からレガンビエンテの全国会長に選出された。
2018年の総選挙で初当選。2022年の総選挙では得票率26.85%を獲得したものの、落選。

## 政策・主張
女性に関する事項については、「憲法第3条に規定があるにもかかわらず、2018年のイタリアでは、女性は必ずしも男性と同じ機会を得られておらず、実際、給与をはじめ、平等な尊厳を与えられていないことがあまりにも多い」と述べており、優先的に取り組むべき対策としては、男女間暴力の防止と対策、賃金格差の克服、また、子育て支援のための構造的な措置の導入などを掲げている。特にストーカー行為と性的暴力に関する法律について考えているという。